# Илия (Карам)
Митрополи́т Илия́ (араб. المطران ايليا‎, в миру Салим Насиф Карам, араб. سليم نصيف كرم‎; род. 8 мая 1903, Бхамдун, Ливан — 11 апреля 1969, Эль-Хадат) — епископ Антиохийской православной церкви, с 1935 года — митрополит Библский и Ботрисский, ипертим и экзарх Гор Ливанских. Участник экуменического движения.

## Биография
Факты биографии, подтверждённые документально, — крайне скудны и отрывочны; некоторые сведения, как, например, о дате рождения противоречивы в разных источниках. Родитель будущего митрополита был торговцем, владевшим каменоломней.
Известно, по свидетельству родственников, что в возрасте 10 лет Салим окончил начальную школу, где изучал арабский и французский языки.
12 марта 1918 года стал иподиаконом Антиохийского патриарха Григория IV (Хаддада).
В 1921 году поступил в Духовную семинарию при монастыре Баламанд в Северном Ливане, которую окончил в 1923 году.
5 августа 1923 года рукоположён во диакона Патриархом Григорием IV в Дамаске; в декабре направлен к митрополиту Бейрутскому Герасиму (Массара) по просьбе последнего.
6 августа 1926 года возведён в сан архидиакона Бейрутской епархии; в 1930 года — архимандрита.
В начале 1930-х годов — представитель Антиохийской церкви при Сербском патриархе, где завязал знакомства с деятелями Русской Зарубежной Церкви, бывшей тогда в расколе с Московской патриархией.

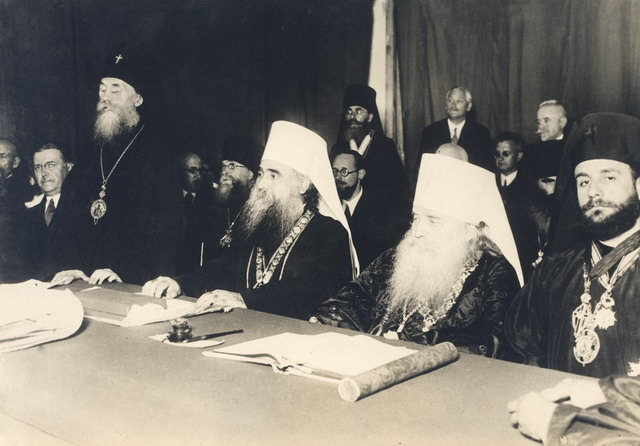
Епископ Илия (справа) на присуждении титула почётного доктора богословия Сербского богословского факультета Белградского университета митрополиту Антонию (Храповицкому)

13 января 1935 года в кафедральном соборе Дамаска хиротонисан в митрополита Библского и Ботрисского (епархия Жбейля и аль-Батруна).
Присутствовал в 1935 году на торжествах в Белграде по случаю 50-летия священнослужения первоиерарха РПЦЗ митрополита Антония (Храповицкого).
В ходе Второй мировой войны переориентировался на безоговорочную поддержку Московской патриархии.
Первая поездка митрополита Илии в СССР, согласно имеющимся документам, состоялась в ноябре — декабре 1947 года, по приглашению Московского патриархата. Протокольная сторона первых дней визита детально изложена в «Журнале Московской Патриархии» № 1 за 1948 (обещанное на стр. 57 продолжение не последовало). Гость служил во многих храмах Москвы, Ленинграда, Киева и Одессы; получил в дар лично от патриарха Алексия I, приходов, священников и прихожан множество ценных икон, многие в дорогих окладах. Патриарх писал о госте своей сестре: «Он едет, обремененный подарками. В частности, я ему дал: облачение, митру, белый клобук и икону в жемчугах, большой портрет в раме, чашу, дискос и весь прибор <…> Кроме того, на нём моя шуба (беличья)». 20 ноября Илия посетил Мавзолей В. И. Ленина. Чрезвычайно радушная встреча митрополита, судя по рассекреченным в 1990-х документам, объясняется тем, что руководство СССР и Патриархия в тот период находились в процессе подготовки имевших состояться в 1948 году празднования 500-летия автокефалии Русской церкви и приуроченного к нему Совещания Глав Православных Церквей; последнему придавалось большое значение как внешнеполитическому мероприятию, призванному узурпировать лидерство во вселенском православии у Константинопольской кафедры. Древние восточные патриархаты рассматривали сам факт созыва Совещания Московским патриархом как посягательство на прерогативу Константинополя и не собирались присутствовать на нём на высшем уровне. Караму в его беседах с патриархом Алексием удалось создать ложное впечатление, что Антиохийский патриарх не намерен следовать в фарватере Фанара. Так, в своём письме Председателю Совета по делам РПЦ Г. Г. Карпову от 20 ноября 1947 года патриарх писал: «<…> М[итрополит] Илия вызвался быть нашим официозным (не официальным) посредником между нами и П[атриар]хами греками — и тут, по его мнению, решающим фактором является степень нашей возможности давать им деньги <…> доминирующим мотивом его высказываний является вопрос о материальной помощи: деньгами, богослужебными предметами, парчой, панагиями, крестами, митрами и т. д. Говорили подробно и о подворьях, и о будущем Совещании.»
Второй приезд Карама состоялся в июле 1948 года, в составе делегации на празднование 500-летия автокефалии. На праздничном обеде, данном 15 июля 1948 года Советом по делам Русской Православной Церкви в честь участников Совещания, митрополит Илия провозгласил, поднимая тост, что Православие должно быть сильным и единым, таким, как говорил И. В. Сталин, заявивший, что он хочет «сильного Православия». Зал вздрогнул. «Может быть, Иосиф Виссарионович и не говорил этих слов. Но я, лично, считаю, что только благодаря Сталину обеспечено процветание Русской Православной Церкви и Православия во всем мире».
В августе — сентябре 1954 года сопровождал Антиохийского патриарха Александра III в его поездке в СССР.
7 марта 1958 года посетил посольство СССР в Ливане и просил о помощи в ремонте пяти храмов епархии, лечении своего брата в СССР и повторил свою просьбу о приглашении его в СССР; в последнем было отказано со ссылкой (в межведомственной переписке) на «приём большого количества церковных делегаций, в том числе и Антиохийской церкви, прибывающих на празднование 40-летия восстановления патриаршества в Русской Церкви»
Летом 1960 года, во время своего визита в СССР, участвовал в хиротонии архимандрита Никодима (Ротова) во епископа Подольского.
В конце мая 1968 года — в составе делегации Антиохийской Церкви на празднование 50-летия восстановления патриаршества в Русской Церкви.
Скончался 11 апреля 1969 года, в Великую пятницу; похоронен в храме города Бхамдуна, близ Бейрута, где он служил. Во время гражданской войны 1970-х храм был разрушен. Сейчас останки покоятся в домашней церкви при старом городском госпитале.

## Легенды; отзывы очевидцев
В конце 1990-х годов в СМИ, а затем и в монографиях, изданных с благословения видных иерархов Русской православной церкви, получила широкое распространение легенда об особой миссии Илии Карама, связывавшая его имя с Казанской иконой в Князь-Владимирском соборе Ленинграда, его личной встрече с Иосифом Сталиным.
Источником легенды, видимо, является протоиерей Василий Швец, встречавшийся с Илиёй в 1963 году во Пскове и изложивший её без каких-либо ссылок на источники в статье «Чудеса от Казанской иконы Божией Матери»; её излагает также Сергей Фомин в книге «Россия перед Вторым пришествием». Свои страницы Василию Швецу для изложения его сведений предоставил журнал «Наука и религия», созданный в 1959 году «для распространения научно-материалистического мировоззрения, борьбы за формирование коммунистических духовных ценностей».
Документальных свидетельств встречи Карама с Иосифом Сталиным нет, хотя из переписки между патриархом Алексием и Георгием Карповым, видно, что митрополит просил о таком «свидании» в 1947 году.
Старейший клирик Санкт-Петербургской епархии протоиерей Василий Ермаков, бывший очевидцем приезда Илии Карама в Ленинград, отзывался о нём как о «проходимце, собиравшем и увозившем русское национальное достояние».
Воспоминания митрополита Питирима о половине 1940-х:

Сейчас, говоря о той эпохе, часто упоминают митрополита Гор Ливанских Илию Карама — что он был молитвенником, большим другом России и т. д. Может быть, конечно, и так, только у нас полушутя называли его «грабителем». Увидит икону на аналое: «О, Матерь Божия! Матерь Божия!» — бросается к ней, целует, что-то бормочет на своём языке, — содержание речи сводится к тому, чтобы ему отдали икону. И не откажешь… В Одессе митрополит Борис [Вик] — уж на что умный человек — а имел неосторожность пригласить его к себе в келью — так потом пришлось чуть не все иконы со стенки дарить. Я всё это увидел, когда был ещё восторженным юношей, и впечатление осталось на всю жизнь. Потом, когда бывал на Востоке, видел там множество русских икон — в золотых окладах с драгоценными камнями. Ещё бы! Колчицкий тогда с амвона вещал: «Православные! К нам прибывают восточные Патриархи, которые молятся за нас у своих древних святынь. Вы можете принести им в дар имеющиеся у вас иконы». И понесли, бедные, у кого что ещё оставалось… Всегда говорю, что грехов у меня, конечно, много, но в одном я чист: никогда ни одному из них не подарил ни единой вещи.

По словам историка Андрея Кострюкова, «‹…› Достаточно почитать опубликованную ныне переписку Патриарха Алексия I с Г. Г. Карповым или воспоминания митрополита Волоколамского Питирима (Нечаева), чтобы понять, что это был скорее аферист, чем боговидец. И свои сказочные истории митрополит Илия начал рассказывать уже после войны, когда впервые посетил Россию. И его переписка с советским руководством, которую он якобы вел, документально никак не зафиксирована».

## Награды
- Императорский Орден святой Анны I степени (1936 год, «Российский императорский дом»)[14]
- Орден святого равноапостольного великого князя Владимира I степени (1959 год, РПЦ)[15]